# Phlebotomus economidesi
Phlebotomus economidesi är en tvåvingeart som beskrevs av Leger, Depaquit och Ferte 2000. Phlebotomus economidesi ingår i släktet Phlebotomus och familjen fjärilsmyggor.
Artens utbredningsområde är Cypern. Inga underarter finns listade i Catalogue of Life.